# Pablo Lè Bao Tinh
Pablo Lè Bao Tinh (también escrito como Le-Bao Thin) fue un sacerdote católico vietnamita. Vivió en la primera mitad del siglo XIX y fue condenado a muerte por el emperador Tu Duc. Murió decapitado el año 1857. La Iglesia católica lo considera como mártir, y fue canonizado por Juan Pablo II el 19 de junio de 1988. Su conmemoración es el 6 de abril.